# Scraptia cuneata
Scraptia cuneata es una especie de coleóptero de la familia Scraptiidae.

## Distribución geográfica
Habita en el sur de África.